# Сухарев, Роберт
Ро́берт Су́харев (латыш. Roberts Suharevs; род. 27 января 1970, Сигулда) — латвийский саночник, выступал за сборную Латвии в начале 1990-х — начале 2000-х годов. Участник трёх зимних Олимпийских игр, участник многих международных турниров и национальных первенств.

## Биография
Роберт Сухарев родился 27 января 1970 года в Сигулде. Поскольку в его родном городе существовала хорошая санно-бобслейная трасса, с раннего детства начал заниматься санным спортом, причём сразу же сделал акцент на двухместных санях. На международном уровне дебютировал в 1992 году, когда в двойках занял девятое место на чемпионате Европы в немецком Винтерберге и благодаря череде удачных выступлений удостоился права защищать честь страны на зимних Олимпийских играх в Альбервиле — вместе со своим партнёром Айваром Полисом финишировал здесь одиннадцатым. В 1993 году был одиннадцатым на чемпионате мира в канадском Калгари, а позже прошёл отбор на Олимпиаду 1994 года в Лиллехаммер, где с новым напарником Айвисом Швансом снова показал одиннадцатое время.
После двух Олимпийских игр Сухарев остался в основном составе национальной команды Латвии и продолжил принимать участие в крупнейших международных соревнованиях. Так, в 1995 году он занял пятнадцатое место на чемпионате мира в том же норвежском Лиллехаммере, год спустя выступил на домашнем первенстве Европы в Сигулде, показав десятый результат в двойках и пятый в смешанной эстафете, а также на первенстве мира в немецком Алтенберге, где стал четырнадцатым в программе двухместных саней и пятым в эстафете. Ещё через год финишировал тринадцатым на мировом первенстве в австрийском Игльсе. В 1998 году был тринадцатым на чемпионате Европы в немецком Оберхофе и отобрался на Олимпийские игры в Нагано — их с Дайрисом Лексисом двухместный экипаж и здесь оказался тринадцатым.
На чемпионате мира 1999 года в немецком Кёнигсзе Сухарев был одиннадцатым, при этом в общем парном зачёте Кубка мира он расположился на девятой строке. В следующем сезоне участвовал в заездах мирового первенства в швейцарском Санкт-Морице, занял двенадцатое место среди двоек и закрыл десятку сильнейших в смешанной эстафете, тогда как в рейтинге мирового кубка добрался до пятнадцатой позиции. Затем в двух сезонах занимал в мировой классификации двадцать второе и двадцать седьмое места соответственно. Пытался пройти отбор на Олимпийские игры 2002 года в Солт-Лейк-Сити, но на решающем чемпионате Европы в Альтенберге смог показать только семнадцатое время, поэтому вынужден был отказаться от поездки на четвёртую в своей карьере Олимпиаду. Вскоре после этих последних заездов принял решение уйти из профессионального спорта.